# El Llegat
El Llegat és una saga fantàstica sobre un noi de 16 anys anomenat Eragon i el seu drac Saphira, escrit per Christopher Paolini. Se situa a la terra imaginària d'Alagaësia, que s'assembla era dels vikings escandinaus. Els dos primers dos llibres, Eragon i Eldest, han arribat a ser Bestsellers.

## Llibres

### Eragon
La primera edició d'Eragon va ser autopublicada per la família de Paolini el 2002; la segona edició va ser publicada el 2003. Eragon també es publicava en edició rústica el 2005.
- ISBN 03-75826-69-6 (rústica)(anglès)
- ISBN 03-75826-68-8 (tapa dura)(anglès)
- ISBN 84-96284-33-6 (català)

### Eldest
Eldest fou publicat en tapa dura el 2005.
- ISBN 03-75826-70-X (tapa dura)(anglès)
- ISBN 84-96544-00-1 (català)

### Brisingr
Brisingr és el títol del tercer llibre de la tetralogia. Després de la colossal batalla contra els guerrers de l'Imperi a les Planes Ardens, Eragon perd l'espasa del seu pare i Murtagh es retira després de la batalla amb Eragon.

### El llegat
El llegat és el quart llibre de la tetralogia i narra com Roran (cosí d'Eragon) conquereix Aroughs, Eragon va a les Muntanyes Beor per coronar al nou rei dels nans, com van a l'illa de vroengard, i com acaben lluitant contra Galbatorix. Llargs mesos d'entrenament i combat han portat les victòries i l'esperança, però també han portat una pèrdua punyent. I, això no obstant, la veritable batalla ha d'arribar: s'han d'enfrontar a Galbatorix.

## Adaptacions
El 15 de desembre de 2006 es va estrenar una adaptació cinematogràfica d'Eragon. La pel·lícula, protagonitzada per Ed Speleers en el paper principal d'Eragon, així com per Jeremy Irons, John Malkovich, Rachel Weisz, Sienna Guillory, Djimon Hounsou i Robert Carlyle, va ser produïda per 20th Century Fox. Stefen Fangmeier va debutar com a director amb Eragon. El guió va ser escrit per Peter Buchman. La fotografia principal de la pel·lícula va tenir lloc a Hongria i Eslovàquia. Un DVD de la pel·lícula va ser llançat el 20 de març de 2007. La pel·lícula va rebre crítiques negatives, amb queixes d'escriptura amateur i de préstecs de El Senyor dels Anells. Malgrat l'èxit de taquilla de la pel·lícula, totes les seqüeles previstes es van cancel·lar.
El juny de 2021, Paolini va tuitejar #EragonRemake en un esforç per aconseguir que Disney, els titulars dels drets intel·lectuals després de la seva adquisició de Century Fox, renovés la sèrie de llibres en un possible programa de televisió per a Disney+. En poques hores, l'etiqueta va començar a ser tendència amb els fans pressionant per una adaptació adequada.
El 25 de juliol de 2022, Variety va informar que una adaptació d'una sèrie de televisió d'acció en directe d'Eragon estava en desenvolupament inicial per a Disney+, amb Paolini com a coguionista de la sèrie i amb Bert Salke com a productor executiu.